# لواترو جيانيتي
لواترو جيانيتي (بالإسبانية: Lautaro Gianetti)‏ (13 نوفمبر 1993 بوينس آيرس الأرجنتين - ) هو لاعب كرة قدم أرجنتيني، يلعب كمدافع، شارك في كرة القدم في الألعاب الأولمبية الصيفية 2016.

## مسيرته

### مسيرته مع المنتخبات الوطنية
- 2013 - 2013 لعب مع منتخب الأرجنتين تحت 20 سنة لكرة القدم 3 مباريات.

## وصلات خارجية
لواترو جيانيتي على موقع إي إس بي إن إف سي (الإنجليزية)
- لواترو جيانيتي على موقع قاعدة بيانات كرة القدم.إي يو (الإنجليزية)
- لواترو جيانيتي على موقع بيانات كرة القدم. دي إي (الألمانية)
- لواترو جيانيتي على موقع Soccerway.com (الإنجليزية)
- لواترو جيانيتي على موقع عالم كرة القدم.نت (الإنجليزية)
- لواترو جيانيتي على موقع أوليمبيديا (الإنجليزية)
- لواترو جيانيتي على موقع اللجنة الأولمبية الأرجنتينية (الإسبانية)